# 何华
何华（1976年—），云南大理人。男，白族。1997年7月参加工作，1998年10月加入中国共产党。云南大学信息与电子科学系通信工程专业毕业。中华人民共和国政治人物。

## 生平
1997年7月，在云南大学团委工作。2001年9月，任云南大学校长办公室秘书科科长。2004年3月，任云南大学校长办公室副主任(副处级)。2005年12月，任云南大学团委副书记(主持工作)。2007年10月，任云南大学团委书记(其间：2007.12当选共青团云南省委常委，2008.06当选共青团中央候补委员)。
2009年4月，任中共曲靖市委常委。2009年9月，任中共曲靖市委常委、宣传部长。
2012年8月，任中共大理州委副书记，州政府代州长（2012年12月正式当选）、党组书记，州行政学校校长。
2015年2月，任中共昆明学院党委副书记、院长。2016年，转任中共华北电力大学党委副书记、纪委书记，并保留正厅级待遇。
2013年，当选第十二届全国人民代表大会云南地区代表，任期5年。